# Фонтана, Арианна
Арианна Фонтана (итал. Arianna Fontana; род. 14 апреля 1990 года) — итальянская конькобежка, специализирующаяся в шорт-треке. Двукратная олимпийская чемпионка, чемпионка мира, 23-кратная чемпионка Европы. Лидирует среди всех шорт-трекистов по количеству олимпийских медалей за карьеру (11). Занимает пятое место среди всех участников зимних Олимпийских игр по количеству наград за карьеру.

## Биография
Арианна Фонтана родилась в небольшой деревушке Бербенно, и начала кататься на роликовых коньках в возрасте 4-х лет в клубе Lanzada Ghiaccio, следуя по стопам своего брата Александра, а позже занялась шорт-треком в Вальмаленко. Её родители папа Ренато и мама Мария Луиза наблюдали любовь и страсть Арианны к этому виду спорта, и постоянно сопровождали её на тренировках. Через несколько лет она переехала из Вальмаленко в Бормио, где вступила в команду ASD Bormio Ghiaccio. В возрасте 12 лет она сломала лодыжку и три месяца не могла кататься на коньках.
В 2005 году, когда ей было 15 лет, она дебютировала на чемпионате мира, а в 2006 году для Фонтаны ознаменовался несколькими заметными успехами. На чемпионате мира среди юниоров в Меркуря-Чук она выиграла серебряную медаль на дистанции 500 метров. На взрослом чемпионате Европы в Крыница-Здруй в конце января получила серебряную медаль на дистанции 500 метров и бронзовую на дистанции 1500 метров, а в эстафете стала чемпионкой Европы в составе Кати Дзини, Мары Дзини и Марты Капурсо.
В феврале 2006 года на зимней Олимпиаде в Турине сборная Италии в этом же составе выиграла бронзовые медали. В возрасте 15 лет и 314 дней Арианна становится самой молодой итальянской спортсменкой, выигравшей медаль на зимних Олимпийских играх: через несколько недель она получила титул Рыцаря Республики от тогдашнего президента республики Чампи. В марте она выиграла бронзовую медаль в эстафете на чемпионате мира в Миннеаполисе.
В течение следующих четырёх лет Арианна собрала 24 медали Кубка мира. В 2007 на чемпионате Европы в Шеффилде Арианна завоевала бронзу в беге на 1500 м и серебро в составе эстафетной команды. В 2008 и 2009 годах она стала абсолютной чемпионкой Европы в Вентспилсе и Турине. Параллельно она продолжала участвовать в молодёжных чемпионатах мира, где также выиграла две серебряные и золотую медали.
В январе 2010 года на чемпионате Европы в Дрездене Фонтана могла стать третий раз чемпионкой Европы, но проиграла всего 3 очка чешке Катержине Новотне, а в феврале на Олимпийских играх в Ванкувере выиграла бронзу на дистанции 500 метров, став единственной представительницей Европы (как среди женщин, так и мужчин), выигравшей олимпийскую медаль в шорт-треке.
В следующее 4-летие она трижды подряд с 2011 по 2013 года становилась абсолютной чемпионкой Европы, а также в 2011 году стала бронзовым призёром в общем зачёте на чемпионате мира в Шеффилде и в 2012 повторила результат на чемпионате мира в Шанхае. В 2012 году становится первым итальянцем, выигравшим Кубок мира по шорт-треку на дистанции 500 м.
В январе 2014 года на очередном чемпионате Европы в Дрездене завоевала бронзовую медаль в многоборье и отправилась в феврале на Олимпиаду в Сочи, где завоевала три медали. В беге на 500 м остановилась в шаге от золотой медали, заняв второе место, на дистанции 1500 м 15 февраля выиграла бронзу и завоевала бронзу в эстафете, в составе команды. Она была знаменосцем на церемонии закрытия Игр в Сочи.
В начале 2015 года Фонтана заняла третье место в беге на 1000 м на чемпионате Европы в Дордрехте, а весной, в России на чемпионате мира в Москве выиграла долгожданную золотую медаль на дистанции 1500 м и заняла 2-е место в общем зачёте многоборья. Она не участвовала в значительной части сезона-2015/16 годов и сказала в интервью nbcsports:
Я очень устала морально. Мое тело снова было готово к гонке, но мой разум-нет. Это было тяжело для меня. После зимних Олимпийских игр 2014 года в Сочи у меня были некоторые сомнения по поводу того, продолжать кататься на коньках или нет. Может быть, было бы лучше провести этот год сразу после Олимпийских игр, но я решила продолжать. Не то чтобы я сожалела об этом, но в тот сезон у меня были трудные времена. Поэтому я почувствовала, что будет лучше, если я действительно сделаю шаг назад, чтобы просто сосредоточиться на себе, своей семье и друзьях и провести с ними некоторое время.
В 2017 году после года отдыха она выиграла общий зачёт в шестой раз на чемпионате Европы в Дордрехте, завоевав 3 золотых медали. 24 октября 2017 года CONI было объявлено, что Арианна станет знаменосцем Сборной Италии на предстоящих Олимпийских играх в Пхёнчхане. Пару месяцев спустя, 18 декабря 2017 года, она получила итальянский флаг от президента республики Серджо Маттареллы и произнесла клятву.
Через год на чемпионате Европы в Дрездене выиграла в седьмой раз звание абсолютной чемпионки и на Олимпийских играх в Пхёнчхане 13 февраля Фонтана на дистанции 500 метров наконец завоевала олимпийское золото на своих четвёртых Играх. После того, как она стала самой титулованной спортсменкой в шорт-треке на зимних Олимпийских играх 2018 года в Пхенчхане, она на некоторое время ушла из спорта, чтобы решить, хочет ли уйти на пенсию.
В январе 2020 года Арианна заняла второе место в многоборье на чемпионате Европы в Дебрецене, а весной отменили все соревнования из-за пандемии коронавируса. В июле 2020 года она переехала в Будапешт вместе со своим мужем и личным тренером Энтони Лобелло, чтобы подготовиться к зимним Олимпийским играм 2022 года в Пекине. Чемпионат Европы 2021 года она пропустила, но участвовала на чемпионате мира в Дордрехте и смогла выиграть бронзу в общем зачёте многоборья, а также бронзу с командой в эстафете. В октябре Арианна стартовала на Кубке мира в Пекине и сразу заняла второе место на дистанции 500 м, уступив только польской спортсменке Наталии Малишевской.
5 февраля 2022 года на Олимпийских играх в Пекине стала второй в составе сборной Италии в смешанной эстафете. Спустя два дня итальянка выиграла олимпийское золото на дистанции 500 метров. Эта медаль стала десятой для Фонтаны на Олимпийских играх, ранее столько не выигрывал ни один шорт-трекист в истории. Также у Арианны есть медали во всех пяти дисциплинах, в которых соревнуются на Олимпийских играх. 16 февраля завоевала свою 11-ю олимпийскую медаль, став второй на дистанции 1500 метров.
Осенью 2023 года Арианна заявила, что может перейти в сборную США, после того, как у неё появились разногласия с Итальянской федерацией ледовых видов спорта (FISG). Споры с организацией начались после того, как она выступила против решения назначить её мужа Энтони Лобелло тренером после Пхенчхана-2018. Она также заявила, что её домогались спортсмены мужской национальной команды, и этот вопрос не был решен персоналом. Фонтана решила не соревноваться, пока все эти проблемы не будут решены.
После двух лет перерыва Фонтана вернулась в сборную и в 2024 году на чемпионате мира в Роттердаме завоевала бронзовую медаль в забеге на 1000 м.

## Результаты на Олимпийских играх
| Олимпийские игры | Возраст | 500 м | 1000 м | 1500 м | Эстафета | Смеш. эстафета |
| ---------------- | ------- | ----- | ------ | ------ | -------- | -------------- |
| 2006 Турин       | 15      | 11    | 6      | —      | 3        | н/д            |
| 2010 Ванкувер    | 19      | 3     | 12     | 9      | 6        | н/д            |
| 2014 Сочи        | 23      | 2     | 16     | 3      | 3        | н/д            |
| 2018 Пхёнчхан    | 27      | 1     | 3      | 7      | 2        | н/д            |
| 2022 Пекин       | 31      | 1     | 10     | 2      | 5        | 2              |

## Личная жизнь
Фонтана вышла замуж за американца итальянского происхождения Энтони Лобелло, призёра чемпионатов мира по шорт-треку, с которым встречалась с 2012 года. Они поженились в Колико 31 мая 2014 года. Фонтане нравится развлекаться с семьёй и друзьями, сходить в ресторан или в кино. Она настоящая фанатка фильмов ужасов, но часто смотрит их в одиночестве, потому что мужу они не нравятся. Они с мужем живут там, где Арианна тренируется, в Курмайёре. После завершения своей карьеры Лобелло стал тренировать жену и помог ей стать олимпийской чемпионкой в 2018 году.